# Romanesco
Pour le légume, voir Chou romanesco.

Carte des dialectes italiens, avec la mention de la zone du dialecte romanesco.

Le romanesco est un dialecte italien médian parlé dans la région de Rome. Il a été dès le XVIe siècle influencé par le florentin.

## Phonétique et morphologie
Les caractéristiques principales du romanesco par rapport à l'italien sont:
- Manque de [ʎ], remplacé par [j] (normalement écrit j) ; ce [j] peut être absorbé par un [i] qui le précède :

| romanesco     | italien  | français |
| ------------- | -------- | -------- |
| sbajo         | sbaglio  | erreur   |
| famija, famia | famiglia | famille  |

- Le groupe [rr] tend à se réduire à [r], tandis que les consonnes [b] et [d͡ʒ] sont toujours géminées, sauf si elles sont précédées d'une autre consonne :

| romanesco | italien | français |
| --------- | ------- | -------- |
| guera     | guerra  | guerre   |
| libbro    | libro   | livre    |
| reggina   | regina  | reine    |

- Les groupes [mb], [nd] et [nd͡ʒ] tendent à devenir [mm], [nn] et [ɲɲ] respectivement ; [nj] peut devenir [ɲɲ] aussi :

| romanesco | italien  | français |
| --------- | -------- | -------- |
| piommo    | piombo   | plomb    |
| quanno    | quando   | quand    |
| magnà     | mangiare | manger   |
| gnente    | niente   | rien     |
| magnera   | maniera  | manière  |

- Dans les groupes formés par [l] et une consonne qui suit, [l] tend à devenir [r] ; quand [s] est précédé de [r] (dérivant de [l] ou non) ou de [n], il tend à devenir [t͡s] ; pourtant pour salsiccia on a plutôt sarciccia :

| romanesco | italien   | français  |
| --------- | --------- | --------- |
| arbero    | albero    | arbre     |
| penzà     | pensare   | penser    |
| ar zole   | al sole   | au soleil |
| sarciccia | salsiccia | saucisse  |

- Le groupe italien [wɔ] se réduit à [ɔ] :

| romanesco | italien | français   |
| --------- | ------- | ---------- |
| core      | cuore   | cœur       |
| socera    | suocera | belle-mère |
| se pò     | si può  | ça se peut |

- L'article défini masculin singulier est er (dans les cas où l'italien utilise il) ; l'article défini masculin pluriel est traditionnellement li, qui tend pourtant à se réduire à i, tout comme les articles définis la et le, feminin singulier et féminin pluriel respectivement, tendent a se réduire à a et e :

| romanesco       | italien  | français |
| --------------- | -------- | -------- |
| er gatto        | il gatto | le chat  |
| li fii, i fii   | i figli  | les fils |
| la rota, a rota | la ruota | la roue  |

- Il existe une forme de vocatif qui consiste à tronquer le nom propre, ou le nom commun, de la personne à qui on s'adresse immédiatement après la voyelle tonique (et ajoutant un accent graphique à cette voyelle) ; ce nom peut aussi être précédé de l'interjection a :

| romanesco         | italien                             | français        |
| ----------------- | ----------------------------------- | --------------- |
| Stè! / a Stè!     | Stefano! (accent sur le e)          | Stefano !       |
| Stefà! / a Stefà! | Stefania! (accent sur le premier a) | Stefania !      |
| mà! / a mà!       | mamma!                              | maman !         |
| dottó! / a dottó! | dottore!                            | M. le Docteur ! |

- Les possessifs ne sont pas précédés d'un article défini avec les noms de parenté, comme en italien ; toutefois, dans ces cas mio / mia, tuo / tua et suo / sua se réduisent à mi, tu, et su respectivement :

| romanesco  | italien     | français       |
| ---------- | ----------- | -------------- |
| mi madre   | mia madre   | ma mère        |
| tu cognato | tuo cognato | ton beau-frère |

- La négation non devient nun, qui peut se réduire à nu devant [l] ou [r] ; les prépositions con et per se réduisent normalement à co et pe ; l'adverbe dove tend à devenir (n)dó ; le numéral due devant un nom commun devient du :

| romanesco            | italien   | français          |
| -------------------- | --------- | ----------------- |
| nun credo            | non credo | je ne crois pas   |
| nu lo so             | non lo so | je ne le sais pas |
| co Marco             | con Marco | avec Marc         |
| pe te                | per te    | pour toi          |
| ndó stai? / dó stai? | dove sei? | où es-tu ?        |
| du vorte             | due volte | deux fois         |

- La préposition di de l'italien, et ses formes faibles des pronoms personnels mi, ti, gli, ci, vi, si deviennent respectivement de, me, te, je, se, ve, se ; ci correspondant au français y (et non à nous) devient ce ; les formes faibles des pronoms, si suivent l'infinitif d'un verbe, doublent leur consonne :

| romanesco | italien               | français                |
| --------- | --------------------- | ----------------------- |
| de Roma   | di Roma               | de Rome                 |
| te dico   | ti dico               | je te dis               |
| ce vedo   | ci vedo               | j'y vois                |
| tajasse   | tagliarsi / tagliarci | se couper / nous couper |

- Les infinitifs des verbes en -are, -ere et -ire perdent [re] et deviennent -à, -é (ou -e) et -ì (on ajoute l'accent graphique si la dernière syllabe devient tonique) ; bere (ancien italien bevere) devient beve :

| romanesco | italien | français |
| --------- | ------- | -------- |
| cantà     | cantare | chanter  |
| volé      | volere  | vouloir  |
| core      | correre | courir   |
| finì      | finire  | finir    |
| beve      | bere    | boire    |

- A la première personne du pluriel du présent de l'indicatif (et de l'impératif) on n'a pas -iamo, mais les terminaisons -amo, -emo et -imo, pour les verbes qui à l'infinitif ont -a(re), -e(re) et -i(re) respectivement ; esse (être) a la forme semo, dà, dì et fà (donner, dire et faire) respectivement damo, dimo et famo :

| romanesco | italien       | français               |
| --------- | ------------- | ---------------------- |
| annamo    | andiamo       | nous allons            |
| ridemo    | ridiamo       | nous rions             |
| partimo   | partiamo      | nous partons           |
| semo      | siamo         | nous sommes            |
| che famo? | che facciamo? | qu'est-ce qu'on fait ? |

- Au présent indicatif de essere, la forme sò remplace sono aussi bien à la première personne du singulier qu'à la troisième du pluriel :

| romanesco     | italien         | français           |
| ------------- | --------------- | ------------------ |
| sò contento   | sono contento   | je suis content    |
| sò cadute     | sono cadute     | elles sont tombées |
| sò stati loro | sono stati loro | ce a été eux       |

- Stare remplace essere dans les expressions de lieu ; la construction stare + gérondif est remplacée par stare + a (préposition) + infinitif :

| romanesco      | italien        | français                       |
| -------------- | -------------- | ------------------------------ |
| stavamo a casa | eravamo a casa | nous étions à la maison        |
| nun ce sta     | non c'è        | il/elle n'est pas là           |
| sta a dormì    | sta dormendo   | il/elle est en train de dormir |

- En général, le romanesco - tout comme les registres les plus familiers de l'italien - emploie un nombre très réduit de temps et modes de la conjugaison verbale : on n'utilise presque jamais le passé simple, les futurs, les temps du subjonctifs et du conditionnel :

| romanesco        | italien             | français               |
| ---------------- | ------------------- | ---------------------- |
| domani partimo   | domani partiremo    | demain nous partirons  |
| vojo che vieni   | voglio che tu venga | je veux que tu viennes |
| volevo un gelato | vorrei un gelato    | je voudrais une glace  |

## Vocabulaire
En général le romanesco partage le vocabulaire de l'italien ; pourtant, ayant une tradition de langue populaire et sans inhibitions, il est assez riche en termes spécifiques surtout dans les domaines des défauts et de la saleté (quelquefois utilisés en italien aussi, dans les registres des langues les plus bas, voire vulgaires). Quelques exemples :
| romanesco  | italien            | français            |
| ---------- | ------------------ | ------------------- |
| bacherozzo | scarafaggio        | cafard              |
| capoccia   | testa              | tête                |
| cecato     | cieco              | aveugle             |
| fracico    | bagnato            | mouillé             |
| marana     | canale             | canal (d'eau)       |
| mo'        | adesso             | maintenant          |
| monnezza   | spazzatura         | ordures             |
| mozzicà    | mordere, morsicare | mordre              |
| pupo       | bambino            | enfant              |
| racchio    | brutto             | laid (une personne) |
| rosicà     | rodere             | ronger              |
| scopino    | spazzino           | balayeur            |
| sola       | truffa             | arnaque             |
| sorcio     | topo               | souris              |
| zozzo      | sporco             | sale                |

## Œuvres en dialecte romanesco
- Carlo Alberto Salustri
- Giuseppe Gioachino Belli
- Sante Ferrini, Fantasticando, Londres, Technical publishing company, 1909